# Stazione di Rovato
Stazione di Rovato vasútállomás Olaszországban, Lombardia régióban, Rovato településen.

## Vasútvonalak
Az állomást az alábbi vasútvonalak érintik:
- Milánó–Velence-vasútvonal
- Lecco–Brescia-vasútvonal

## Kapcsolódó állomások
A vasútállomáshoz az alábbi állomások vannak a legközelebb:
- Stazione di Chiari (Milánó–Velence-vasútvonal)
- Stazione di Coccaglio (Lecco–Brescia-vasútvonal)
- Stazione di Ospitaletto-Travagliato (Milánó–Velence-vasútvonal, Lecco–Brescia-vasútvonal)